# シンシア・バルボッサ
シンシア・ジェーン・バルボッサ（Cynthia Jane Barboza, 1987年2月7日 - ）は、アメリカ合衆国の元女子バレーボール選手。元アメリカ代表。

## 来歴
米国カリフォルニア州サンタアナ出身、ロングビーチ育ち。ウィルソン高校、スタンフォード大学卒。
2008年、北京オリンピック代表候補に選出されるも落選。2009年、スタンフォード大を卒業し、東レアローズに入団した。2009/10Ｖプレミアリーグでは中盤以降、スタメンで活躍し同シーズンで3連覇を達成した。
2010年モントルーバレーマスターズで準優勝、ワールドグランプリで優勝を果たした。2011年のワールドカップに出場し、銀メダルを獲得した。

## 球歴
- 2007年 - パンアメリカンカップ（4位）
- 2008年 - WGP（4位）、パンアメリカンカップ（5位）
- 2009年 - WGP（9位）、世界選手権予選（優勝）、パンアメリカンカップ（4位）
- 2010年 - モントルーバレーマスターズ（準優勝）、 WGP（優勝）、世界選手権（4位）
- 2011年 - ワールドカップ (2位）
- 2012年 - WGP （優勝）

## 所属クラブ
- スタンフォード大学（2005-2009年）
- 東レ・アローズ （2009-2010年）
- ディナモ・クラスノダール（2010-2011年）
- リュージョー・バレー・モデナ（2011-2012年）
- Ufimochka Ufa（2012-2013年）